# Rupan Sansei - Densetsu no hihō o oe!
Rupan Sansei - Densetsu no hihō o oe! (ルパン三世 伝説の秘宝を追え!? lett. "Lupin III - Insegui il tesoro leggendario!") è un videogioco a piattaforme basato sulla popolare serie Lupin III di Monkey Punch. È stato pubblicato dalla Epoch il 27 dicembre 1994 per Super NES esclusivamente in Giappone.

## Trama
Lupin, Jigen e Goemon sono nel loro nascondiglio a Manhattan, progettando il loro prossimo colpo, quando improvvisamente fa irruzione un uomo mascherato. Il misterioso uomo è accompagnato da una donna che informa Lupin e gli altri che Fujiko è stata rapita ed è tenuta prigioniera in uno dei grattacieli del centro. Per salvare la vita della loro amica, la banda di Lupin deve trovare la fontana della giovinezza. Quando i due misteriosi individui lasciano il nascondiglio, Lupin decide di procedere di propria iniziativa e salvare Fujiko per conto suo. Tuttavia una volta giunto sul luogo in cui Fujiko è tenuta prigioniera, scopre che il palazzo è affollato di poliziotti, tutti sotto il comando di Zenigata. L'unica soluzione per Lupin è quella di accedere all'edificio attraverso il condotto dell'aria condizionata.

## Accoglienza
Rupan Sansei - Densetsu no hihō o oe! ha ottenuto un punteggio di 23/40 dalla rivista Famitsū, basato sulla somma dei punteggi (da 0 a 10) dati al gioco da quattro recensori della rivista.